# Манглиц, Манфред
Манфред Манглиц (нем. Manfred Manglitz; родился 8 марта 1940 года) — немецкий футболист, играл на позиции голкипера.

## Карьера
Всего в бундеслиге провёл 251 матч и забил один мяч (в сезоне 1966/1967 годов). Один из самых знаменитых игроков «Дуйсбурга». Вызывался в сборную и провёл в ней 4 матча — два в 1965 году и два в 1970 году. Стал бронзовым призёром ЧМ-1970.
После скандала с договорными матчами в 1971 году был дисквалифицирован пожизненно. В 1991 году жил в Испании, где давал уроки тенниса.